# 7508 Icke
7508 Icke è un asteroide della fascia principale. Scoperto nel 1977, presenta un'orbita caratterizzata da un semiasse maggiore pari a 2,7947953 UA e da un'eccentricità di 0,1029186, inclinata di 2,62724° rispetto all'eclittica.